# Post-libéralisme
Le postlibéralisme est une philosophie politique qui critique et s’oppose au libéralisme, en particulier tel qu’il s’est développé à la fin du XXe et au début du XXIe siècle. Ses partisans affirment que le libéralisme qui met l'accent sur les droits individuels, le libre marché et un gouvernement limité, n’a pas réussi à résoudre de manière adéquate des problèmes tels que l’érosion perçue de la cohésion familiale, locale et sociale, ou encore une inégalité de revenus.
Les postlibéraux prônent une approche communautariste qui met l’accent sur les solidartiés et le conservatisme social, en s’appuyant souvent sur des cadres conservateurs et religieux traditionalistes. Ils sont généralement sceptiques à l’égard de l’individualisme libéral, considérant plutôt les individus comme étant connectés à des réseaux d’obligations au sein de familles, de communautés locales ou religieuses. Les penseurs postlibéraux prônent un rôle plus important de l’État dans l’influence culturelle et le renforcement des valeurs partagées par la société. Le mouvement est associé à des idées telles que le nationalisme économique, le localisme et la  critique de la démocratie libérale.

## Histoire
Le postlibéralisme est né au Royaume-Uni d'un mouvement au sein du Parti travailliste appelé Blue Labour,, créé en 2009. Les premiers théoriciens britanniques comprennent John Gray, Maurice Glasman, Phillip Blond, Adrian Pabst, John Milbank et Jon Cruddas,. Au départ, le postlibéralisme britannique s’est développé comme une idéologie de centre-gauche puisant ses racines dans le  christianisme social.
Aux États-Unis, le postlibéralisme a gagné en influence principalement parmi les conservateurs critiques à l’égard de la fusion entre conservatisme social et néolibéralisme. Les personnalités associées à cette perspective incluent Patrick Deneen, Rod Dreher et Adrian Vermeule, ainsi que le philosophe israélo-américain Yoram Hazony,,. L'arrivée de JD Vance à la vice-présidence américaine en 2025 le font sortir de ce cénacle.

## Idéologie

### En politique: la communauté préférée à l'individu
Les postlibéraux font référence aux théoriciens du contractualisme tels que Thomas Hobbes et John Locke, ainsi qu’à des personnalités comme John Stuart Mill et John Rawls, pour affirmer que le libéralisme promeut un individualisme qu’ils considèrent comme incompatible avec la sociabilité humaine. Patrick Deneen soutient que le libéralisme encourage les individus à aborder les relations inter-personnelles et les engagements d'une personne comme interchangeables et sujets à renégociation, ce qui affaiblit les liens sociaux.
Les postlibéraux critiquent la conception libérale de l’ État comme un médiateur neutre, affirmant au contraire qu’il devrait promouvoir les valeurs et les traditions de la communauté qu’il sert. Ils prônent des politiques opposées à l’immigration et à la diversité culturelle tout en préservant les institutions comme la famille, la religion et les associations locales.
Alors que les théoriciens libéraux, tels que John Rawls, ont défini le libéralisme comme un système dans lequel l’État reste neutre sur les valeurs personnelles, Patrick Deneen soutient que la neutralité est une illusion, affirmant que tout ordre social est fondé sur des croyances et des engagements fondamentaux.
C'est une approche politique centrée sur le bien commun, cherchant à équilibrer les droits individuels et collectifs avec les responsabilités sociales. Elle insiste également sur lle rôle des traditions culturelles et de l’identité nationale dans le maintien de la cohésion sociale.

### En économie: contre le libre-échange
En économie, le libéralisme est accusé d'avoir affaibli le contrat fondamental entre une société de travailleurs et ses élites économiques: concentration de la richesse, inégalités croissante des revenus, fragmentation des sociétés. Contre cela, le post-libéralisme prône le recours au protectionnisme et à l'intervention de l'Etat dans l'économie.
Patrick Deneen soutient, de son côté, que le libéralisme conduit à un cycle d’expansion de l’État pour gérer la fragmentation sociale, nécessitant des mécanismes juridiques et administratifs pour remplacer les institutions gérées localement telles que les écoles, les centres de soins et les organisations caritatives, diminuant en fin de compte un sentiment partagé de communauté et d'identité collective.

### En relations internationales: contre une gouvernance mondiale
Des perspectives postlibérales sur les relations internationales ont été développées par des chercheurs tels que John Milbank, Adrian Pabst et Patrick Deneen. Le postlibéralisme attribue les défis contemporains des relations internationales à ce qu’il considère comme une intensification du libéralisme. Contrairement à l’opinion de John Ikenberry selon laquelle l’ ordre international libéral est menacé par des forces illibérales et nécessite une libéralisation accrue pour contrer ces défis, les postlibéraux interprètent la montée des mouvements illibéraux comme une réaction à ce qu’ils perçoivent comme des contradictions au sein même du libéralisme.
Pour Pabst, l’émergence du populisme  est une réponse à la gouvernance mondiale qui donne la priorité à des idéaux utopiques sur les préoccupations nationales et locales, qui mine l’autorité des institutions démocratiques nationales, et qui met l’accent sur l’identité individuelle au détriment de l’appartenance collective.

## Critiques
Les critiques du post-libéralisme soutiennent qu'une définition unique d’un bien commun dans les sociétés pluralistes est difficile. Les critiques libéraux soutiennent que les versions plus étatistes du postlibéralisme risquent de restreindre indûment la liberté individuelle en utilisant le pouvoir de l’État pour imposer une vision particulière du bien
L’historien socialiste Chris Wright affirme que la droite politique sert principalement les intérêts de la classe dirigeante, du capitalisme et des entreprises plutôt que le bien commun. Il soutient que « en raison de son prétendu intérêt pour le bien public mais de son orientation conservatrice ( républicaine ), le postlibéralisme est finalement incohérent ».

## Relation avec d'autres courants de pensée
Des éléments de la pensée politique postlibérale ont joué un rôle essentiel dans le développement du national-conservatisme et de l’idéologie de diverses factions au sein du Parti conservateur du Royaume-Uni,,. Les analystes ont également identifié la doctrine sociale de l'Eglise catholique comme une influence significative sur le postlibéralisme,. Certains chercheurs ont enfin noté l’impact de Christopher Lasch sur la pensée postlibérale,.

## Incursion du post-libéralisme en politique
Le Premier ministre hongrois Viktor Orbán et son parti politique, le Fidesz, ont été décrits comme post-libéraux et national-conservateurs,. Dans un discours prononcé le 14 septembre 2023, Orbán a déclaré : « L'ère postlibérale que nous attendons, qui remplacera l'ère progressiste-libérale actuelle, ne se fera pas automatiquement. Quelqu'un doit la faire advenir. Et qui la fera advenir, si ce n'est nous ? »
Au Royaume-Uni, les membres d'une fraction du Parti conservateur, autour de Danny Kruger et Miriam Cates, se sont identifiés au postlibéralisme ou y ont été associés. La tradition du Blue Labour a inclus des personnalités telles que Jon Cruddas et Maurice Glasman. Les écrivains Adrian Pabst et Sebastian Milbank ont suggéré que le chef du Parti travailliste et Premier ministre Keir Starmer a montré un certain intérêt pour les politiques associées au Blue Labour,.
Aux États-Unis, plusieurs politiciens républicains ont été liés aux idées postlibérales et conservatrices nationales, notamment le vice-président JD Vance et les sénateurs Josh Hawley et Marco Rubio,,.

## Personnalités

### Écrivains
- John Gray[14]
- Patrick Deneen[14]
- John Milbank
- Adrien Pabst[14]
- Yoram Hazony
- Sohrab Ahmari
- Frank Furedi
- Adrien Vermeule
- Christine Emba
- Robert Heinlein

### Hommes politiques
- Viktor Orbán
- Balázs Orbán
- Jon Cruddas
- Maurice Glasman
- Danny Kruger
- Miriam Cates
- J.D. Vance[25]
- Josh Hawley[25]
- Marco Rubio[25]
- Ryszard Legutko[26]